# اکمیه تنتاکولیفرا
اکمیه تنتاکولیفرا (نام علمی: Aechmea tentaculifera) نام یک گونه از سرده اکمیه است.